# IC 1019
IC 1019 је спирална галаксија у сазвјежђу Волар која се налази на листи објеката дубоког неба у Индекс каталогу.
Деклинација објекта је + 25° 56' 50" а ректасцензија 14h 28m 13,3s. Привидна величина (магнитуда) објекта IC 1019 износи 14,6 а фотографска магнитуда 15,4. IC 1019 је још познат и под ознакама MCG 4-34-33, CGCG 133-64, PGC 51667.